# Thursania hobsonalis
Thursania hobsonalis là một loài bướm đêm trong họ Noctuidae.